# کلمبیا (ویسکانسین)
کلمبیا (به انگلیسی: Columbia) یک منطقهٔ مسکونی در ایالات متحده آمریکا است که در شهرستان کلارک، ویسکانسین واقع شده‌است. کلمبیا ۲۸۸٫۹۵ متر بالاتر از سطح دریا واقع شده‌است.